# Walburga Hülk-Althoff

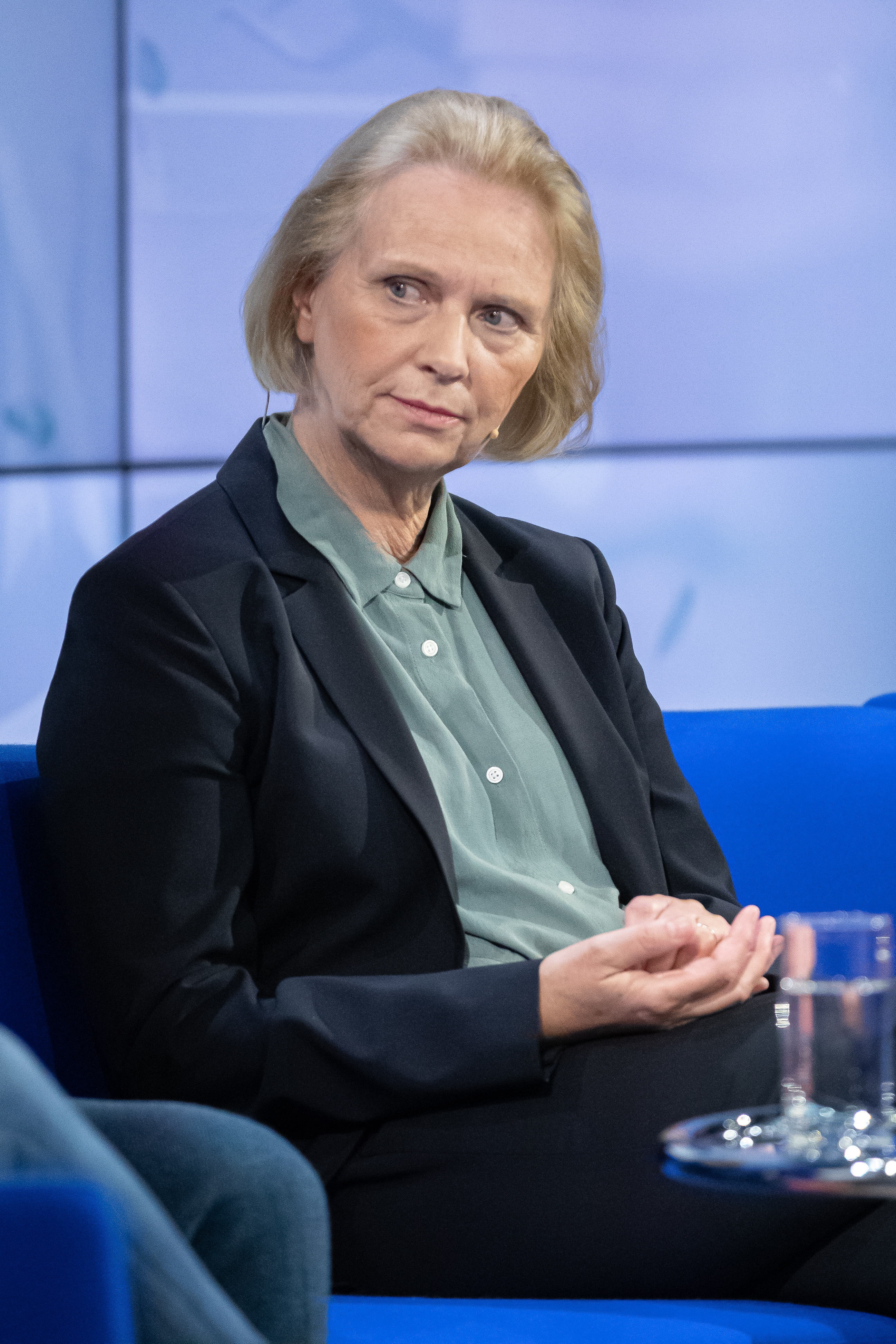
Walburga Hülk-Althoff auf dem Blauen Sofa der Buchmesse 2019

Walburga Hülk-Althoff (* 23. September 1953 in Münster) ist eine deutsche romanistische Literaturwissenschaftlerin. Ihre wissenschaftlichen Publikationen erscheinen unter ihrem Autornamen Walburga Hülk.

## Lebenslauf
Nach ihrem 1972 an der Marienschule Münster abgelegten Abitur studierte Walburga Hülk Romanistik und Germanistik sowie einige Semester Geschichte, Kunstgeschichte und Philosophie an den Universitäten Münster, Orléans und Freiburg. Sie erlangte 1978/79 das Erste Staatsexamen sowie den Magister Artium und wurde 1980 wissenschaftliche Assistentin des Freiburger Romanisten Erich Köhler († 1981). Mit einer Arbeit über Eugène Sues Feuilletonromane Les Mystères de Paris und Le Juif errant wurde sie 1983 an der Universität Freiburg promoviert. 1986 wechselte sie auf eine Assistentenstelle an der Universität Gießen, wo sie sich 1993 mit einer Arbeit über „Subjektivität“ in literarischen Texten des französischen Spätmittelalters habilitierte. Nach einer zwischenzeitlichen Visiting Assistant Professorship an der University of California, Berkeley folgte sie im Oktober 1996 dem Ruf auf eine Professur für Romanische Literaturwissenschaften (mit den Schwerpunkten Französistik und Italianistik) an der Universität Siegen, wo sie bis zu ihrer Emeritierung im Jahr 2019 lehrte. Walburga Hülk-Althoff ist verheiratet, Mutter von vier Kindern und lebt in Münster.
Walburga Hülk fungiert als Mitherausgeberin der Reihe Siegen. Beiträge zur Literatur-, Sprach- und Medienwissenschaft sowie der Romanistischen Zeitschrift für Literaturgeschichte/Cahiers d’Histoire des Littératures Romanes (RZLG/CHLR). Auch gehört sie zur Arbeitsgruppe FMSH Bibliothèque allemande der Fondation Maison des Sciences de l’Homme (Paris).

## Forschung
Als Literaturhistorikerin hat sich Walburga Hülk bereits früh mit der im 19. Jahrhundert entstehenden Massenpresse und low culture in Frankreich, ihren kommunikativen Dynamiken und den daraus für die Literatur und Kunst der Moderne resultierenden Formfragen auseinandergesetzt. Wegweisend waren hierbei zunächst Methoden der Literatursoziologie und der Diskursanalyse, die sie in medienästhetischer Perspektive weiterentwickelt hat. Ein langjähriger Forschungsschwerpunkt liegt im Bereich der Literatur des 19. Jahrhunderts; von internationalen Kolloquien begleitete Studien zu den historischen Avantgarden, zur Konkurrenz und Dynamik der Künste und Medien seit der Jahrhundertwende um 1900 kommen hinzu. Auch hat sie Arbeiten zur Wissenschaftsgeschichte und zur Geschichte des Intellektuellen sowie zur neueren französischen Filmgeschichte vorgelegt, insbesondere zu intermedialen Verfahren und interkulturellen Semantiken.

## Veröffentlichungen (Auswahl)

### Monografien
- Als die Helden Opfer wurden. Grundlagen und Funktion gesellschaftlicher Ordnungsmodelle in den Feuilletonromanen „Les Mystères de Paris“ und „Le Juif errant“ von Eugène Sue. Winter, Heidelberg 1985, ISBN 3-533-03686-3.
- Schrift/Spuren von Subjektivität. Lektüren literarischer Texte des französischen Spätmittelalters (= Beihefte zur Zeitschrift für romanische Philologie. Bd. 297). Niemeyer, Tübingen 1999, ISBN 3-484-52297-6.
- Bewegung als Mythologie der Moderne. Vier Studien zu Baudelaire, Flaubert, Taine, Valéry. Transcript, Bielefeld 2012, ISBN 978-3-8376-2008-5.
- Der Rausch der Jahre. Als Paris die Moderne erfand. Hoffmann und Campe, Hamburg 2019, ISBN 978-3-455-00637-7.[5]
- Victor Hugo. Jahrhundertmensch, Matthes & Seitz, Berlin 2024, ISBN 978-3-7518-2033-2. Nominiert für den Deutschen Sachbuchpreis 2025

### Herausgeberschaft
- Spektrum. Siegener Perspektiven einer romanischen Literatur-, Kultur- und Medienwissenschaft (= Reihe Siegen. Bd. 148). Hrsg. unter Mitwirkung von Dietmar Frenz, Tanja Schwan. Universi, Siegen 2003, ISBN 3-936533-12-1.
- mit Ursula Renner: Biologie, Psychologie, Poetologie. Verhandlungen zwischen den Wissenschaften. Königshausen & Neumann, Würzburg 2005, ISBN 3-8260-2869-4.
- mit Yasmin Hoffmann, Volker Roloff: Alte Mythen – neue Medien (= Reihe Siegen. Bd. 149). Winter, Heidelberg 2006, ISBN 3-8253-5184-X.
- mit Gregor Schuhen, Tanja Schwan: (Post-)Gender. Choreographien/Schnitte. Transcript, Bielefeld 2006, ISBN 3-89942-277-5.
- mit Marijana Erstić, Gregor Schuhen: Körper in Bewegung. Modelle und Impulse der italienischen Avantgarde. Transcript, Bielefeld 2009, ISBN 978-3-8376-1099-4.
- mit Gregor Schuhen: Haussmann und die Folgen. Vom Boulevard zur Boulevardisierung (= edition lendemains. Bd. 25). Narr, Tübingen 2012, ISBN 978-3-8233-6661-4.
- mit Uta Fenske, Gregor Schuhen: Die Krise als Erzählung. Transdisziplinäre Perspektiven auf ein Narrativ der Moderne. Transcript, Bielefeld 2013, ISBN 978-3-8376-1835-8.
- mit Anthony Glinoer, Bénédicte Zimmermann: Cultures de la créativité. Bohème historique et précarités contemporaines = Kulturen des Kreativen. Von der historischen Bohème zur Kreativgesellschaft (= Trivium. Bd. 18). 2014.
- mit Nicole Pöppel, Georg Stanitzek: Bohème nach ’68. Vorwerk 8, Berlin 2015, ISBN 978-3-940384-52-2.